# Purperstaalvink
De purperstaalvink (Vidua purpurascens) is een vogel uit de familie van de Viduidae.

## Verspreiding en leefgebied
Deze soort komt voor van zuidwestelijk Angola tot oostelijk Namibië, Kenia, Tanzania en Transvaal.